# The Claypool Lennon Delirium
Pour les articles homonymes, voir Claypool.
The Claypool Lennon Delirium est un groupe de rock psychédélique américain, composé du bassiste / chanteur Les Claypool, connu pour son travail avec Primus, et du guitariste / chanteur Sean Lennon,.

## Biographie
Conçu à l'origine en 2015, alors que Claypool savait que Primus prendrait une année sabbatique  après une tournée aux côtés de Ghost of a Saber Tooth Tiger et Dinosaur Jr. Il est resté en contact avec Sean Lennon, chanteur principal de Ghost of a Saber Tooth Tiger, qui n'avait pas prévu de projet musical pour l'année suivante. Ils ont commencé à avoir l’idée de faire un disque de rock old school, psychédélique et progressif. Claypool a invité Lennon dans sa maison d'hôtes à boire du vin, à lancer des idées et à jouer de la batterie. Au cours de six semaines, ils ont écrit et enregistré un total de dix chansons partageant diverses responsabilités vocales et instrumentales, allant au-delà de leurs instruments fondamentaux de basse et de guitare, aboutissant à la sortie de leur premier album studio, Monolith of Phobos. Sean Lennon y écrit les parties de batterie et de mellotron. L'album a fait ses débuts dans le top 10 des trois palmarès Billboard: Meilleurs albums vinyle, Meilleurs albums de Tastemakers et Meilleurs albums alternatifs.
Le 22 février 2019, le duo a publié son deuxième album studio, South of Reality. Le disque a été écrit et enregistré pendant deux mois au studio d'enregistrement de Claypool en Californie, et a été précédé par la sortie du titre "Blood and Rockets". Le duo a entamé une brève tournée en tête d'affiche fin 2018, avec des dates successives au printemps 2019.

## Discographie[3],[5]

### Albums studio
- Monolith of Phobos (2016)
- South of Reality (2019)

### EP
- Lime and Limpid Green (2017)

### Singles
- "Cricket and the Genie" (2016)
- "Blood and Rockets b/w Easily Charmed by